# Comuna Kudrînți, Borșciv
Kudrînți (în ucraineană Кудринці) este o comună în raionul Borșciv, regiunea Ternopil, Ucraina, formată din satele Kudrînți (reședința) și Mîhailivka.

## Demografie
Componența lingvistică a comunei Kudrînți
     Ucraineană (99,72%)
     Alte limbi (0,23%)
Conform recensământului din 2001, majoritatea populației comunei Kudrînți era vorbitoare de ucraineană (99,72%), existând în minoritate și vorbitori de alte limbi.